# Summit (Nova Jersey)
Summit és una població dels Estats Units a l'estat de Nova Jersey. Segons el cens del 2006 tenia 21.103 habitants.

## Demografia
Segons el cens del 2000, Summit tenia 21.131 habitants, 7.897 habitatges, i 5.606 famílies. La densitat de població era de 1.348,5 habitants/km².
Dels 7.897 habitatges en un 35,7% hi vivien nens de menys de 18 anys, en un 61,1% hi vivien parelles casades, en un 7,8% dones solteres, i en un 29% no eren unitats familiars. En el 23,9% dels habitatges hi vivien persones soles el 10,2% de les quals corresponia a persones de 65 anys o més que vivien soles. El nombre mitjà de persones vivint en cada habitatge era de 2,67 i el nombre mitjà de persones que vivien en cada família era de 3,18.
Per edats la població es repartia de la següent manera: un 27% tenia menys de 18 anys, un 4,4% entre 18 i 24, un 33% entre 25 i 44, un 22,5% de 45 a 60 i un 13,1% 65 anys o més.
L'edat mediana era de 37 anys. Per cada 100 dones de 18 o més anys hi havia 89,1 homes.
La renda mediana per habitatge era de 95.017 $ i la renda mediana per família de 117.053 $. Els homes tenien una renda mediana de 85.625 $ mentre que les dones 46.811 $. La renda per capita de la població era de 62.598 $. Aproximadament el 2,5% de les famílies i el 4,2% de la població estaven per davall del llindar de pobresa.

## Poblacions més properes
El següent diagrama mostra les poblacions més properes.

## Personatges il·lustres
- Meryl Streep. Actriu.